# Villa Pereira

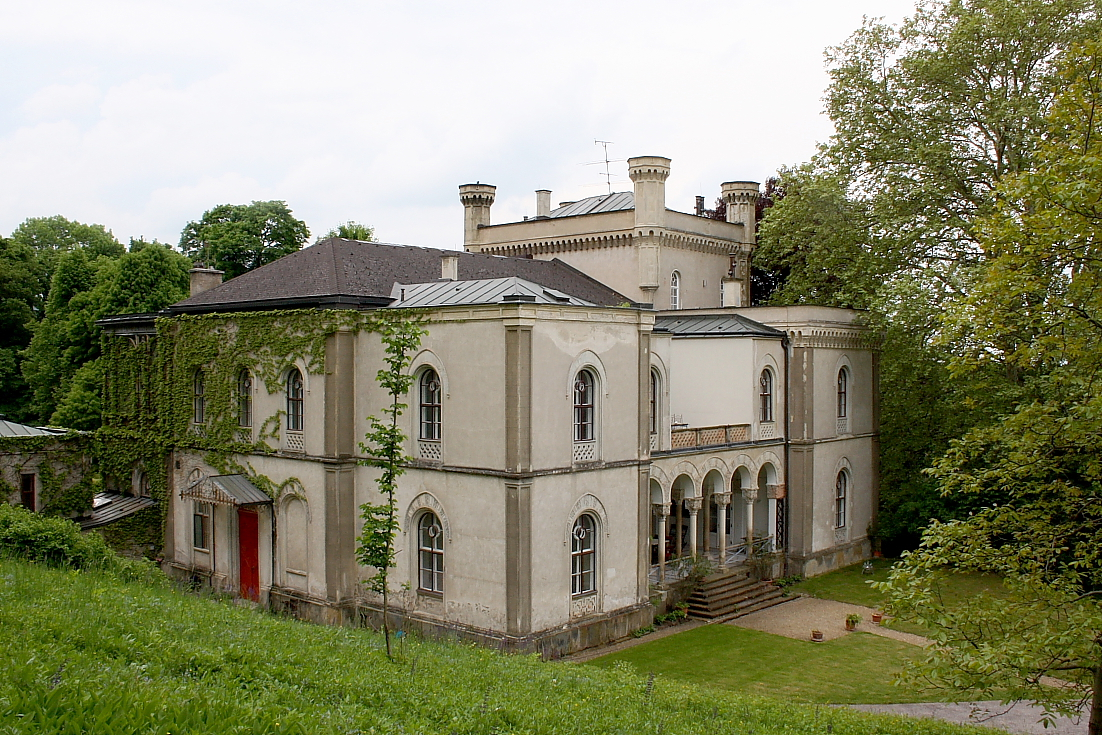
Südseitige Ansicht der Villa Pereira

Die Villa Pereira (auch: Schloss Altenberg) im Nordosten der niederösterreichischen Ortschaft Wördern (Gemeinde St. Andrä-Wördern, Greifensteiner Straße Nr. 156) ist ein in den Jahren 1846 bis 1849 errichtetes frühhistoristisches Bauwerk mit byzantinischen Formen.
Das zweigeschoßige Bauwerk hat einen nahezu quadratischen Grundriss und besteht aus gestaffelt angeordneten, kubischen Bauelementen. Der Mittelrisalit ist dreigeschoßig und bergfriedartig mit Ecktürmchen ausgeführt. 
Die Villa in Hanglage oberhalb der Donauauen wurde von dem Architekten Ludwig Förster unter Mitwirkung von Theophil von Hansen entworfen. Bauherr war der Inhaber der Herrschaft Königstetten und Bankier Louis Freiherr von Pereira-Arnstein (1803–1858), Sohn der Wiener Salonnière Henriette von Pereira-Arnstein und Enkel der Fanny von Arnstein.